# Emma (Misuri)
Emma es una ciudad ubicada en el condado de Saline en el estado estadounidense de Misuri. En el Censo de 2010 tenía una población de 233 habitantes y una densidad poblacional de 209,7 personas por km².

## Geografía
Emma se encuentra ubicada en las coordenadas 38°58′31″N 93°29′43″O / 38.97528, -93.49528. Según la Oficina del Censo de los Estados Unidos, Emma tiene una superficie total de 1.11 km², de la cual 1.11 km² corresponden a tierra firme y (0%) 0 km² es agua.

## Demografía
Según el censo de 2010, había 233 personas residiendo en Emma. La densidad de población era de 209,7 hab./km². De los 233 habitantes, Emma estaba compuesto por el 98.28% blancos, el 0% eran afroamericanos, el 0% eran amerindios, el 0% eran asiáticos, el 0% eran isleños del Pacífico, el 0% eran de otras razas y el 1.72% pertenecían a dos o más razas. Del total de la población el 1.72% eran hispanos o latinos de cualquier raza.